# 鹽岩地表構造
鹽岩地表構造（英語：salt surface structure）是指鹽層延伸到地表上所出現的構造，由於鹽在壓力下具有流體的獨特能力，當有壓力差異時，底闢或席狀鹽層能穿過上覆地層，達到地球表面形成的構造。

## 類型
鹽岩地表構造一般有四種形態：鹽岩翼式侵入、噴出式推進、逆衝式推進。露趾式推進。四者之間均有過渡的形態.

### 鹽岩翼式侵入構造
鹽岩翼式侵入構造（英語：Salt-wing intrusions）是一種在擠壓環境中造成的構造，鹽岩被擠壓上升到淺層后，沿同一層理面向周邊溢出的中間厚，周邊薄的鹽丘構造。

### 噴出式推進構造
噴出式推進構造（英語：Extrusive advances）是指當底闢到達地表后，鹽岩即如同火山岩漿，因重力作用開始向周邊擴展。這種流動會形成兩個結構。 首先，由於鹽的頂部比底部流動得更快，沿前緣會有一個滾動結構。 其次，流動中，鹽岩會覆蓋同時沉積的沉積物，導致鹽岩能向新的地層層位爬升前進。

### 逆衝推進構造
逆衝推進構造（英語：Thrust advances）是指在逆衝斷層構造運動中，鹽層被用作斷層面與斷層上盤一起滑動的構造
。

### 露趾式推進構造
露趾式推進構造 （英語：Open-toed advance）是從噴出式推進構造演化而來，當大部分地表鹽岩被溶解時，在地表流動只剩腳趾狀的前進邊緣。故稱露趾式推進構造 。